# Tujetsch
Tujetsch és un municipi del cantó dels Grisons (Suïssa), situat al districte de Surselva.

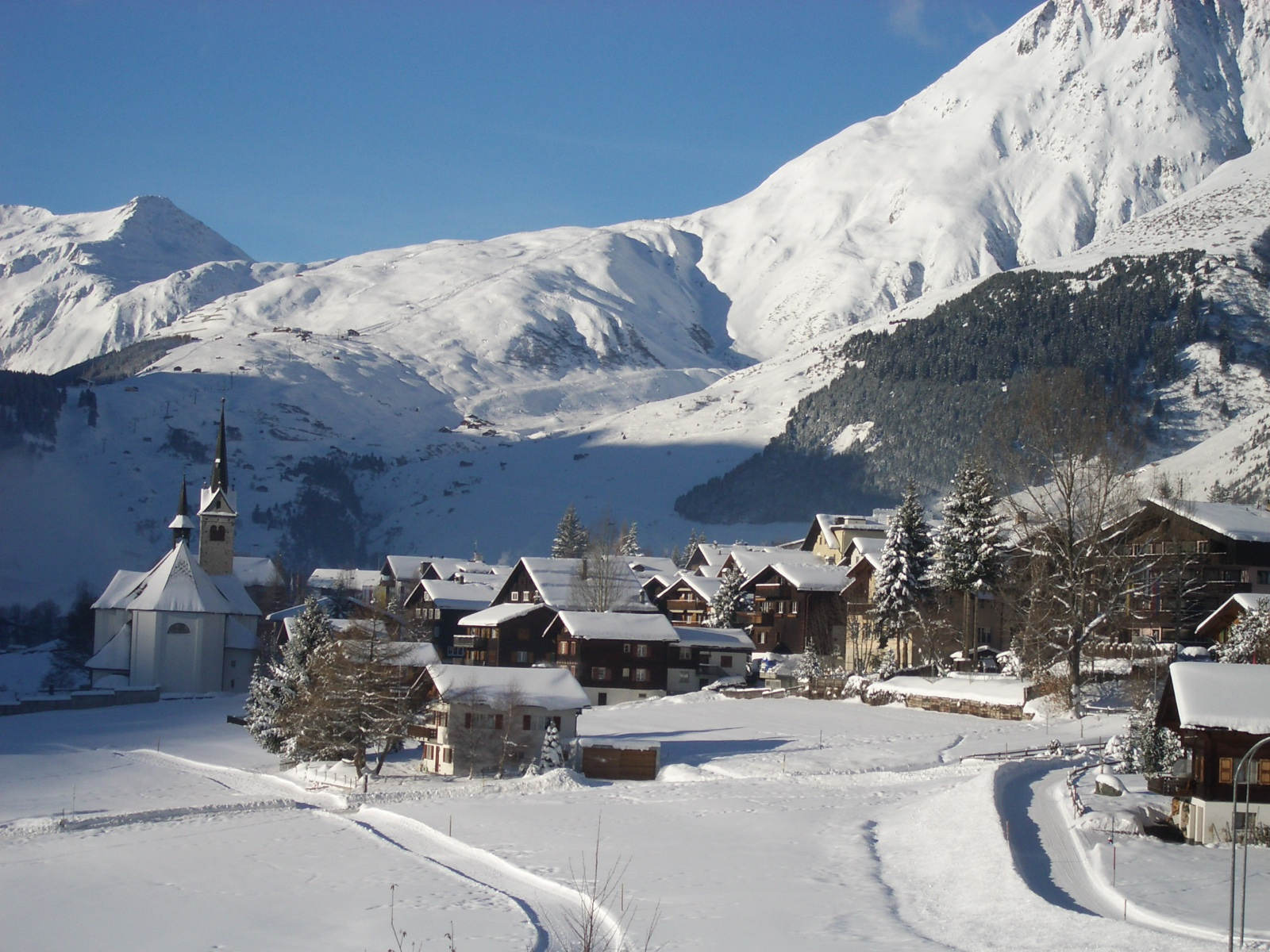
Vista general